# Lombardei-Rundfahrt 1973
Die Lombardei-Rundfahrt 1973 war die 67. Ausgabe der Lombardei-Rundfahrt. Das Rennen fand am 13. Oktober 1973 über eine Distanz von 266 km statt. Der ursprüngliche Sieger war Eddy Merckx, welcher mit 4 Minuten und 15 Sekunden vor den Verfolgern ins Ziel kam. Die anschließende Dopingkontrolle ergab, dass Merckx positiv auf eine verbotene Stimulanz getestet wurde. Nach der ebenfalls positive B-Probe wurde im November 1973 Felice Gimondi zum Sieger erklärt. Roger De Vlaeminck und Herman Van Springel belegten die Plätze 2 und 3.

## Teilnehmende Mannschaften
| Profi-Radsportteams (16)- Bianchi-Campagnolo - Brooklyn - Rokado-De Gribaldy - Filotex - Flandria-Carpenter-Shimano - Kas-Kaskol - Peugeot-BP-Michelin - Watney-Maes Pils - Sammontana - Dreherforte - G.B.C.-Sony-Furzi - IJsboerke-Bertin - Scic - Zonca - Jollj Ceramica - Molteni |
| |

## Ergebnis
| Platz | Fahrer              | Team                       | Zeit       |
| ----- | ------------------- | -------------------------- | ---------- |
| DSQ   | Eddy Merckx         | Molteni                    | 7h 03' 27" |
| 1     | Felice Gimondi      | Bianchi-Campagnolo         | 7h 07' 42" |
| 2     | Roger De Vlaeminck  | Brooklyn                   | + 0"       |
| 3     | Herman Van Springel | Rokado-De Gribaldy         | + 0"       |
| 4     | Marcello Bergamo    | Filotex                    | + 0"       |
| 5     | André Dierickx      | Flandria-Shimano-Carpenter | + 0"       |
| 6     | Miguel María Lasa   | Kas-Kaskol                 | + 0"       |
| 7     | Régis Ovion         | Peugeot-BP-Michelin        | + 0"       |
| 8     | Frans Verbeeck      | Watney-Maes                | + 0"       |
| 9     | Franco Bitossi      | Sammontana                 | + 0"       |
| 10    | Italo Zilioli       | Dreherforte                | + 0"       |